# Józef Oxiński
Józef Oxiński (Oksiński) (ur. 19 marca 1840 w Płocku, zm. 13 listopada 1908 we Lwowie) – major wojsk polskich w powstaniu styczniowym, naczelnik wojenny powiatu piotrkowskiego, inżynier.

## Życiorys
Syn Tomasza i Ludwiki z domu Szulc. Ukończył szkołę w Płocku oraz Instytut Agronomiczny w Marymoncie (obecnie w granicach Warszawy). Od 1860 czynnie uczestniczył w ruchu niepodległościowym. W 1861 wstąpił do Polskiej Szkoły Wojskowej we Włoszech (w Genui, potem w Cuneo), gdzie kształcono kadry dla przyszłego powstania. Od początku należał do wyłonionego w 1861 stronnictwa „Czerwonych”. 14 stycznia 1863 mianowano go porucznikiem i wyznaczono na dowódcę oddziału powstańczego w województwie kaliskim.
18 stycznia Oxiński przybył do Sieradza i przy pomocy naczelnika powstańczego miasta organizował w lasach koło Miedźna pierwszą „partię” powstańczą (oddział), wyłonioną głównie z mieszkańców Sieradza, Szadku i Warty. Po latach tak charakteryzował tych pierwszych żołnierzy powstania: „Była to w owych czasach, a może i dzisiaj, najlepsza brać małomieszczańska, rzemieślnicza, umiejąca nie kulturą, lecz sercem najlepiej odczuć miłość dla tej ziemi, a może jeszcze więcej – nienawiść do Moskala i Niemca”. Oxiński patrolował wzdłuż granicy zaborów w celu osłaniania szlaków przerzutów transportu broni, chłopom czytał dekret uwłaszczeniowy, wykonywał wyroki na zdrajcach. Jego oddziały 7 lutego 1863, po marszu z Konopnicy i Ożarowa odpoczywały w Klasku Dużym i Małym k. Skomlina. 8 lutego przeszły przez Młynisko. Łyskornię, Walichnowy, Pichlice i zatrzymały się na 5 dni we wsi Ostrycharze, potem udały się przez lasy klonowskie poza Złoczew do Konopnicy. Tu dokonały egzekucji na kilku chłopach. 25 lutego 1863 stoczył swą pierwszą bitwę z Rosjanami pod Opatówkiem. 26 lutego 1863 oddział stoczył pod Kuźnicą Grabowską bitwę z przeważającymi silami wojsk rosyjskich.
27 kwietnia 1863 otrzymał awans na kapitana i został mianowany naczelnikiem wojskowym powiatu piotrkowskiego, 24 maja objął także dowództwo powiatu wieluńskiego. Dowodzony przez niego oddział bierze udział w walkach z Rosjanami pod Kuźnicą Grabowską (26 lutego), Wygiezłowem (1 marca), Brodnią koło Łasku (2 marca), Jaworem (3 marca) oraz Praszką (11 kwietnia).
Przez długi czas ścigany był bezskutecznie przez oddziały rosyjskie z garnizonów w Sieradzu, Wieluniu (pod. dow. Wsiełowoda Pomierancowa) i Kaliszu. Oddział spiesząc z pomocą gen. Taczanowskiemu wpadł 8 maja pod Rychłocicami w zasadzkę, jednak pomimo chwilowego zaskoczenia powstańcom udało się odeprzeć 3 ataki rosyjskie i wycofać w kierunku Szczercowa. Oddział stracił niemal połowę ludzi i uzbrojenia, ale szybko uzupełniono straty i partia Oxińskiego była gotowa do dalszych działań zaczepnych przeciw zaborcy, czego dowodzi stoczona przez nią ze zmiennym szczęściem bitwa pod Koniecpolem (25 maja 1863). Po przegranej bitwie koło Przedborza rozpuścił oddział, by przejść pod bezpośrednią komendę gen. Edmunda Taczanowskiego. Od września 1863 znowu organizował siły powstańcze, lecz tym razem w powiatach kolskim i konińskim. Na wiosnę 1864 działał jako organizator wojskowy w zaborze pruskim.
Aresztowany przez Prusaków 28 listopada 1864, został odstawiony do granicy belgijskiej i zwolniony. Osiadł w Paryżu, gdzie ukończył Szkołę Nauk Politycznych oraz Wydział Budowy Dróg i Mostów. Do Polski wrócił w 1872 i pracował jako inżynier kolejnictwa, mieszkał w Krakowie, Nowym Sączu, a w 1903 przeniósł się do Lwowa, gdzie zmarł w 1908. Spoczywa tam na Cmentarzu Łyczakowskim, na wzgórzu powstańców 1831 i 1863.
W 1876 ożenił się z Ludwiką Więckiewicz, z którą miał trzy córki.
Wydano drukiem jego pamiętniki: Oxiński J., Wspomnienia z powstania 1863-64 r., Łódź 1939.
Awanse i przynależność służbowa:
- 14 stycznia 1863 – porucznik – dowódca kolumny ruchomej w województwie kaliskim
- 27 kwietnia 1863 – kapitan – dowódca sił zbrojnych powiatu piotrkowskiego
- 24 maja 1863 – major
- 27 maja 1863 – dowódca sił zbrojnych powiatu piotrkowskiego i wieluńskiego
- 11 kwietnia 1864 – organizator wojskowy województwa średzkiego